# Gna
Gna er i nordisk mytologi terne og budbringer for Frigg, af hvem hun har fået hesten Hovvarpner